# پونچ
پونچ (به انگلیسی: Poonch) یک منطقهٔ مسکونی در هند است که در بخش پونچ (هند) واقع شده‌است. پونچ ۱۰٫۳۶ کیلومتر مربع مساحت و ۲۶٬۸۵۴ نفر جمعیت دارد و ۱٬۰۲۰٫۷۹ متر بالاتر از سطح دریا واقع شده‌است.